# Roztwór hipertoniczny

Zachowanie komórki zwierzęcej (erytrocytu) znajdującej się w roztworze hiper-, izo- i hipotonicznym

Roztwór hipertoniczny – roztwór o większym ciśnieniu osmotycznym niż oddzielony od niego błoną półprzepuszczalną roztwór odniesienia (roztwór hipotoniczny).
W biologii i medycynie oznacza roztwór o wyższym stężeniu związków osmotycznie czynnych niż roztwór wewnątrz komórki. Komórki tkanki żywej umieszczone w wodnym roztworze hipertonicznym, na drodze osmozy tracą wodę i ulegają skurczeniu prowadzącemu w skrajnym przypadku do ich śmierci.